# Vitbroderi

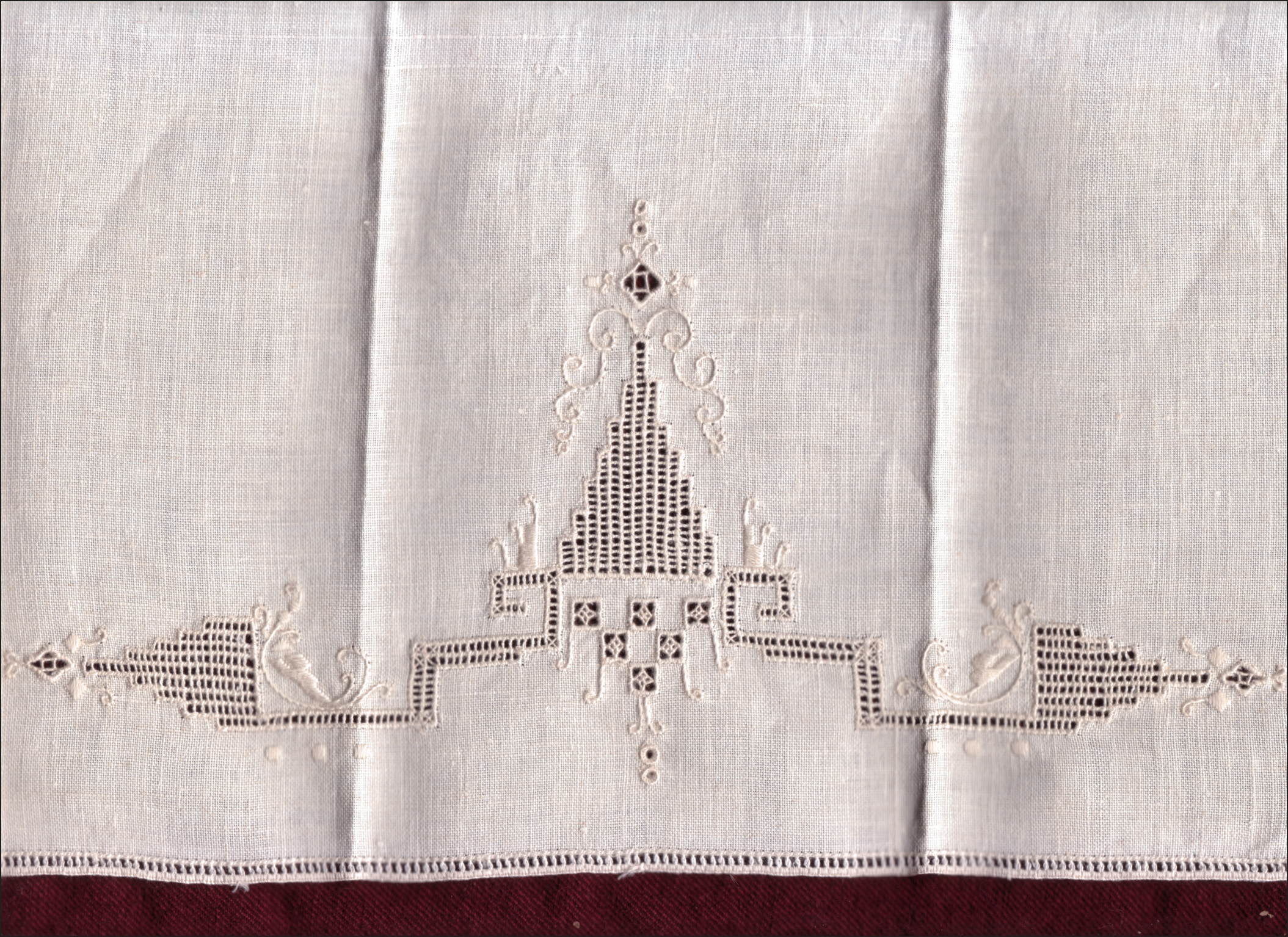
Exempel på vitbroderi.

Vitbroderi är en typ av broderi som utförs med brodergarn som har samma färg som underlaget. Traditionellt har det utförts på vitt linne.

## Historik
Vitbroderi har åldriga anor både i Gamla och Nya världen och stod på hög nivå i 1400- och 1500-talens Italien. Nya varianter av utdragssöm skapades i bl. a. reticellabroderiet. De tidiga mönstren var geometriska och följde tygets struktur.
Under 1600-talets senare del gick man över från vävbundet till fritt sömsätt. Hopdragssöm på tunn linnebatist, sachsiskt broderi, hör till 1700-talets andra hälft. Från 1800 dominerade broderi på tunna bomullstyger med tjockt bomullsgarn. Trädning på maskinvävd tyll var också modernt liksom engelskt broderi, d. v. s. klumpsöm kombinerad med kantsydda hål.
Vitbroderiet efter 1850 går tillbaka på äldre stilföreteelser. Reticellans folkliga varianter Hardanger-, Hedebo- och skånsk utdrags- och utskårssöm togs upp mot 1800-talets slut och kom att spela stor roll även på 1900-talet.